# Фретка
Фре́тка, фуро или домашний хорёк (лат. Mustela furo, или Mustela putorius furo), — одомашненная форма лесного хорька, применяемая в качестве охотничьего, декоративного и лабораторного животного.

## Этимология
В ряде европейских языков, в отличие от русского, для обозначения домашних хорьков присутствуют собственные термины, отличные от таковых для диких первопредков (так, англ. ferret, фр. furet, нем. Frettchen — домашний хорёк; англ. polecat, фр. putois, нем. Iltis — дикий хорёк). Русское «фретка» (а также менее употребляемое «фредка») — заимствование-полонизм (пол. fretka; также данное слово в этом виде используется в чешском, словацком и латышском языках), это объясняется историческими причинами, так как хорьководство в СССР началось с клеточных хорей родом из Польши. Таким образом, в русском языке обозначения «фретка» и «домашний хорёк» являются синонимами, хотя в реальности более употребительно второе.
Западноевропейские названия домашнего хорька, равно как и рус. фретка, восходят к вульг. лат. furittus — воришка (от лат. fūr — вор).
В форме «фрет» обозначение домашнего хорька отмечается в «Словаре охотника», изданного в 1972 году.

## Применение и содержание
Домашний хорёк используется как охотничье, а с середины-конца XX века — также как лабораторное и декоративное животное. Хорьки используются при охоте на норных животных: чаще всего кроликов, а также мышей, крыс, и полёвок, сама разновидность называется «хорькованием» или «фреткованием», а охотник, специализирующийся на нём — ферретмейстером или фреткующим. Помимо него, в команду входят пара-тройка стрелков и пёс-ищейка. Охота с хорьком применяется не только в развлекательных целях, но и с целью регуляции численности кроликов. Процесс заключается в том, что хорёк (как правило, самец) с ошейником с бубенчиками или бипером, запускаются в нору добычи и спугивая, выманивают её из одного из входов норы, в то время как другие заделываются землёй и травой. Главное условие при этом — именно выгон добычи из норы наружу, убийство и дальнейшее поедание жертвы прямо в норе недопустимо, тем более, что после этого животное труднее извлекать из норы (помимо вышеупомянутых ошейников, для этих целей, по крайней мере в прошлом, на хорьков надевали намордники или привязывали их верёвкой). По выходу из норы добыча либо убивается самим хорьком либо застреливается из ружья дробью №7. За один день ферретмейстер с хорьком добывают восемь-десять кроликов. Пойманный кролик достаётся хорьку в качестве еды и своеобразной награды. Прежде всего хорькование практикуется во Франции (например, в верховьях Луары, где очень большая популяция диких кроликов), Германии и Великобритании, также распространено в Испании и Италии. В Германии сезон охоты с хорьком длится с середины октября до конца февраля. Изредка вместо фреток используются одомашненные степные хорьки. В Канаде и США охота с хорьками запрещена законодательно.
Как правило, хорьки содержатся в клетках (в лабораторных условиях, в вивариях хорьков содержат в клетках со следующими характеристиками на одну особь: высотой не менее 50 см и, в зависимости от массы тела особи, площадью от 0,15 до 0,6 м²), также возможно содержание в вольерах, в частности, их держат в некоторых зоопарках. Они очень привыкают к своему месту обитания, болезненно перенося переезды и особенно в клетках-переносках. Желательно присутствие поилки. Для обогащения среды в клетках обязательно присутствуют предметы вроде тоннелей, лесенок, гамаков или мячиков. В клетках обязательна подстилка, наполнитель, также обогащающий окружающую хорька среду, а кроме того, значительно облегчающий уборку клетки. Помимо него, следует предоставлять материал для строительства гнёзд — сено, солому или бумагу. Для переноса на место охоты фреткующие ещё в середине XX века использовали специальные кожаные футляры-сумки, закидывавшиеся за плечо с помощью лямок. Хорьки наиболее комфортно чувствуют себя в диапазоне температур 15-24 °C, но сравнительно хорошо адаптируются и к более низким температурам.
Дикие хорьки, зачастую ловящие больше добычи, чем они могут съесть за раз, нередко устраивают её запасы. Аналогично поступают и хорьки, на этот раз запасая мелкие предметы, которые они в состоянии найти и утащить. Как правило, запасы устраиваются в укромных местах, сходных с норами в природных условиях: под мебелью или внутри неё, в шторах или кухонном гарнитуре. Хозяевам домашних хорьков следует надёжно и своевременно прятать важные вещи от своего питомца, чтобы тот не смог утащить их. Из-за того, что дикие хорьки также могут выкапывать для себя норы в качестве жилища, у домашних наличествует инстинкт к копанию, наблюдаемый в том числе и во время игрового поведения.

## История одомашнивания

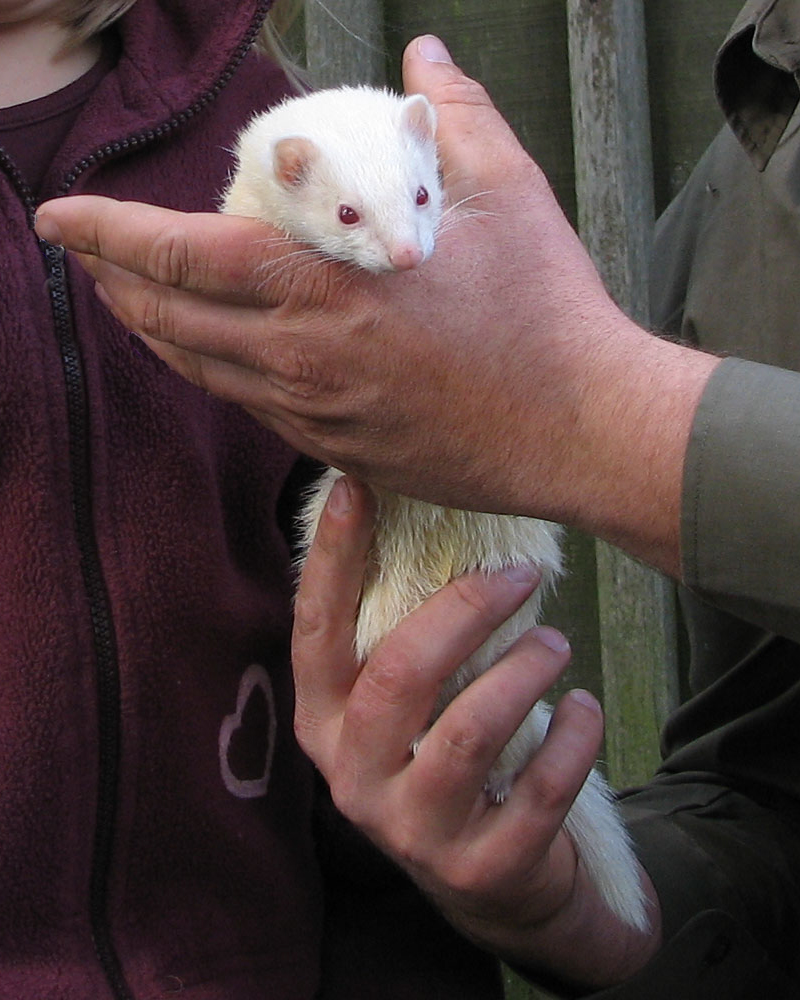
Фуро на руках

Домашний хорёк является одомашненной формой подвида Mustela putorius aureola лесного хорька, обитающего в Средиземноморье. Анализ митохондриального ДНК показал, что одомашнивание произошло около 2500 лет назад. По-видимому, одомашнивание хорька, как и в случае с кошками, происходило в целях с борьбы с такими вредителями, как мыши, а позднее — и кролики. Ради успешной охоты в процессе одомашнивания инстинкт именно убийства добычи во время охоты был практически выведен.
Однако, как отмечает ряд исследователей, распространённое представление о том, что хорёк был одомашнен в Древнем Египте, не находит подтверждений, и такая теория выглядит маловероятной, поскольку на территории Египта лесной хорёк не водится, и при всём многообразии мумифицированных животных, обнаруженных археологами в Египте, останков хорьков среди них не встречается. Вполне возможно, что за одомашненных хорьков могли принять мангустов-ихневмонов (менее вероятно — других представителей виверровых — сурикатов, цивет и генет), которые действительно использовались древними египтянами в качестве домашних животных.
Впервые упоминают о домашнем хорьке Аристофан, Аристотель (о хорьке, в частности, о том, что «он легко приручается, но портит ульи, так как лакомится медом», упоминается в V главе 9 книги трактата «История животных»), Плиний Старший и Страбон. В Древнем Риме и Средневековье хорьки использовались для охоты (в частности, по Страбону, хорьки, упоминаемые как под названием «диких ласок из Ливии» (др.-греч. γαλᾶς ἀγρίας ἃς ἡ Λιβύη), использовались для истребления завезённых на Балеарские острова кроликов). К началу XIII века одомашненные хорьки были уже широко распространены на территории современной Германии, а к 1223 году относятся первые упоминания о содержании хорьков на Британских островах, — в Англии они изначально занимали «привилегированное» положение, так как их могли содержать исключительно представители высшего духовенства. Тогда же, с XIII века, хорьков начали активно использовать для борьбы с крысами на торговых и военных судах. По другой версии, домашние хорьки появились на Альбионе в XI в., после норманнского завоевания.
В 1879 году хорьки были завезены в Новую Зеландию в качестве естественного биологического регулятора численности кроликов, завезённых в 1864 году, однако, как и кролики, хорьки быстро размножились, одичали и также стали представлять угрозу сельскому хозяйству и аборигенной фауне Новой Зеландии.
Тогда же, в конце XIX века хорьки были завезены и в США для борьбы с грызунами. По другим данным, в Новый свет домашние хорьки были завезены ещё в конце XVIII столетия, в частности, для борьбы с грызунами на судах во время трансатлантических плаваний.

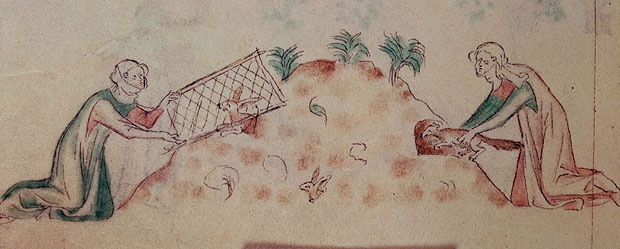
Хорькование, миниатюра 1-й четверти XIV в. (первое достоверное изображение охоты с хорьком)

В начале XX века возникло разведение хорьков ради меха (по другим данным, на мех хорьков стали разводить ещё с середины XIX века) и усиления охотничьих качеств, в СССР хорьководческие фермы появились в 1977 году (однако первое появление домашних хорьков в СССР было зафиксировано в 1971 году, когда советский зоолог Дмитрий Терновский и его супруга Юлия, занимавшиеся изучением и гибридизацией куньих, привезли из Пражского зоопарка пару фуро — самца и самку; впоследствии Терновским были выведены помесные хорьки с повышенной репродуктивной способностью и лучшим, чем у лесного хорька, качеством меха). В 1980-х годах хорьки становятся популярными домашними питомцами в США (хотя в некоторых американских штатах содержание домашних хорьков запрещено законодательно), а с 1990-х годов и в России (хотя в 1978 году была краткая вспышка увлечения хонориками и домашними хорьками, начатая Дмитрием Терновским, который, собственно и вывел хонорика в том же году в Новосибирске, и прерванная законом о запрете разведения пушных зверей частными лицами, который был отменён лишь при перестройке). Причём в бывшем СССР продавцы хорьков, перекупавшие животных со зверосовхозов, зачастую выдавали их за хонориков. В 2002 году в России были зарегистрированы первые клубы любителей хорьков.
По другим данным, в качестве декоративных животных, домашних питомцев, хорьков стали содержать ещё с 1960-х годов.
С 1930-х годов хорьков начали использовать в биомедицинских исследованиях как лабораторных животных с целью изучения легочных заболеваний, язвы желудка, гриппа и т. п., а также в этологических и зоопсихологических исследованиях. В экспериментах, как правило, используются молодые половозрелые (возрастом 5-12 месяцев) самцы, от трёх до пяти особей в группе.

## Внешний вид
Внешность домашнего хорька, в частности, его комплекция, аналогична таковой у дикого лесного хорька, хотя в результате одомашнивания также выработался ряд внешних признаков отличающих домашнего хорька от дикого лесного. Длина тела составляет около 50 см, из них хвост — 10—15 см, масса достигает 2 кг (максимальный вес — 2280 г; в то время как у лесных хорьков максимальный вес — 2650 г., а у гибридов — 3300 г).
Глаза небольшие: размер глазного яблока — ~6,8-7,2 мм, хрусталика — около 3 мм; выпуклые, немного выпирают из глазниц, что обеспечивает большой угол обзора.
Линька проходит два раза в год: весной и осенью. Летний мех обладает слабо развитой подпушью, а ость по длине и густоте меньше таковой у зимнего меха. В связи с проблемами со здоровьем у домашних хорьков может выявляться задержка линьки. В частности, она может быть связана с наличием заболеваний, снижением плодовитости, плохим кормлением и уходом за животным, а также с нарушением размножения.

### Окрасы
Естественный окрас, за исключением несколько большей светлоты идентичен окрасу лесного хорька: коричневое или бежевое туловище, тёмно-коричневые шея, лапы, уши, хвост и пятно-«маска» на белой морде. Нос чёрный или розовый (у лесного хорька окрас носа — только чёрный). Остевые волосы — чёрные или чёрно-бурые, подпушь — жёлтая, различных оттенков. Длина ости — 4 см, подпуши — 2 см.
Довольно часто среди домашних хорьков проявляется альбинизм, при котором у животного желтовато-белёсая шерсть, розовый нос и красные глаза. Изначально домашние хорьки были преимущественно альбиносами, но впоследствии, путём селекции и скрещивания с лесным и степным хорьками, были выведены следующие окрасы:
- Пастельный/пастелевый — кремовое, светло-бежевое туловище и светло-коричневые ноги и хвост. Общий окрас — от светло-коричневой до шоколадной[36]. Основание ости — белое, края остевых волос — различных оттенков коричневого. Глаза — тёмных оттенков, нос — розовый или коричневый[35]. Встречаются разновидности с полностью белой головой или белой со светло-коричневой «маской» (окрас «шампань»).
- Коричный/циннамон — общий тон окраски оранжевый. Подпушь — от белого до кремового, нос варьируется от бежевого до коричневого;
- Золотистый — желтоватая[35] или оранжевая подпушь[36], остевые волосы у основания оттенков от белого до кремового, края остевых волос — от бурого до черного, чёрные глаза и тёмный нос[35], чёрные или тёмно-коричневые ноги, хвост, уши и «маска»;
- Чёрный — светло-кремовая или серо-бурая подпушь, полностью тёмно-коричневая или чёрная ость[35], за исключением белого пятная на шее и у рта;
- Шоколадный — бежевая или пшеничного цвета подпушь, окраска ости аналогична таковой у соболевого окраса, лапы и хвост — коричневые с медным оттенком, нос розовый с коричневым Т-образным узором, иногда тело полностью или за исключением белого пятна на нижней челюсти и шеи коричневое[37];
- Блейз — белые голова, шея и кончики лап (также допускается белый кончик хвоста) и светло-серое тело.
- Серебристый — белая подпушь и пепельно-серые остевые волосы (по другим данным — серо-чёрные и белые остевые волос распределены равномерно), допускаются белые кончики лап[37];
- Белый (DEW) — аналогичен окрасу альбиносов, за исключением глаз (чёрного или голубого цвета)[35][37][38].
- Перламутровый — бело-серая[37], светло-кремовая или пепельно-серая подпушь[36], остевые волосы белые у основания, а у края от серого до черного менее 50 % от длины остевого волоса[35][37], светло-серое туловище и коричневые хвост, лапы и «маска».

Хорьки различных окрасов
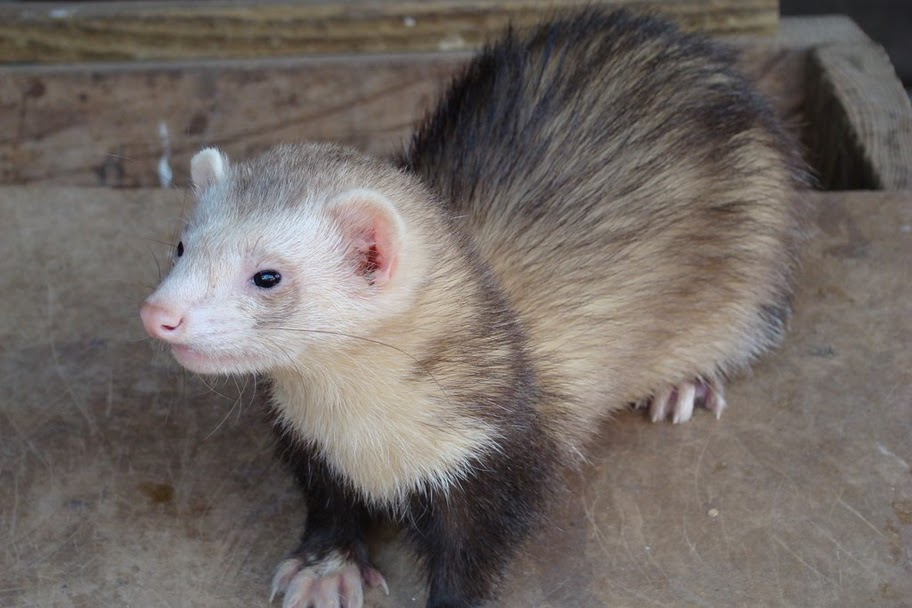
Коричный
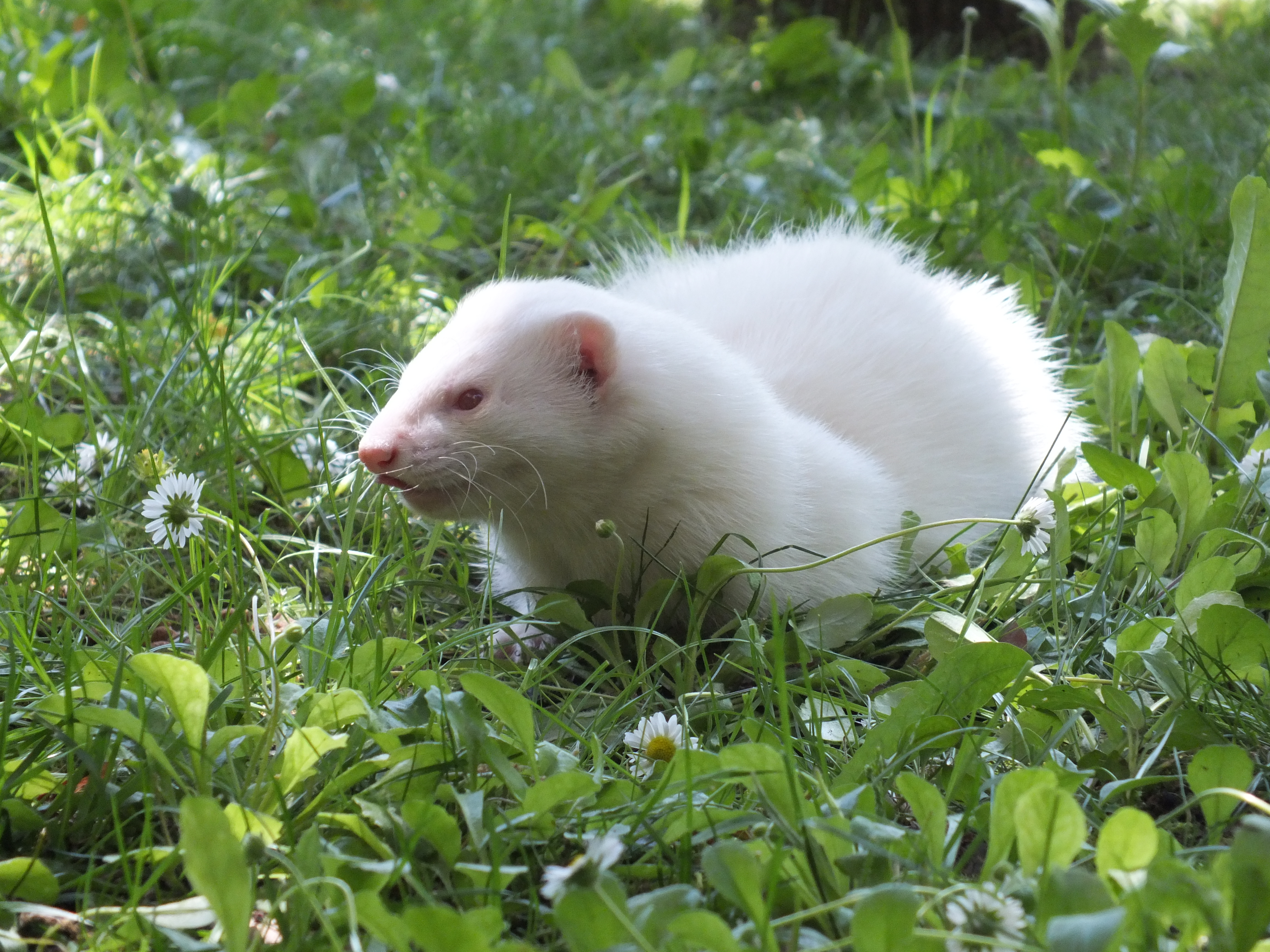
Альбинос
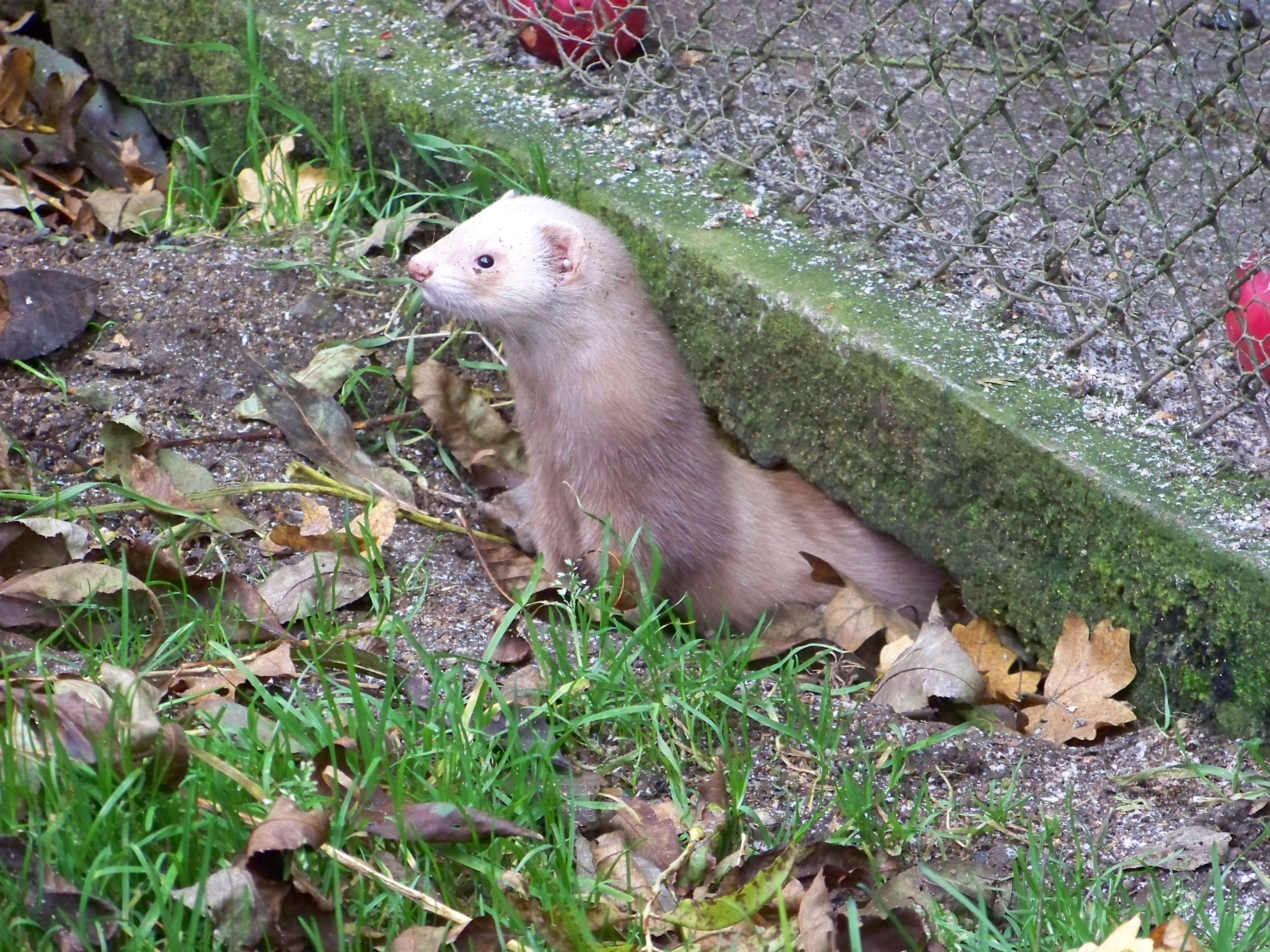
Пастельный
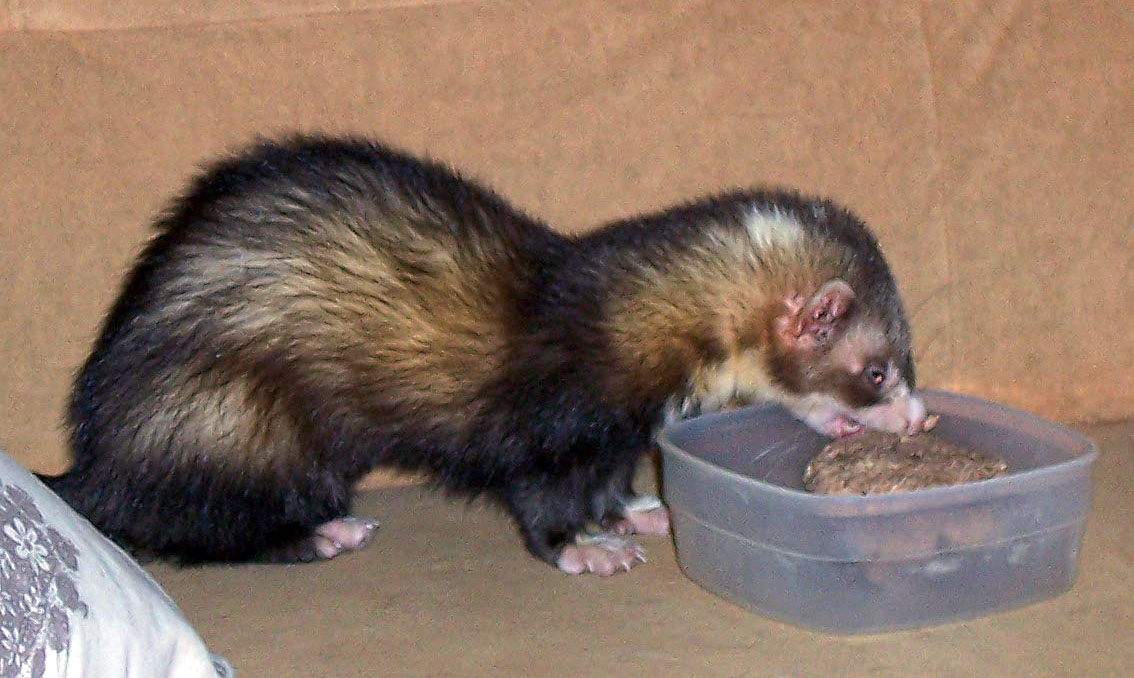
Золотистый
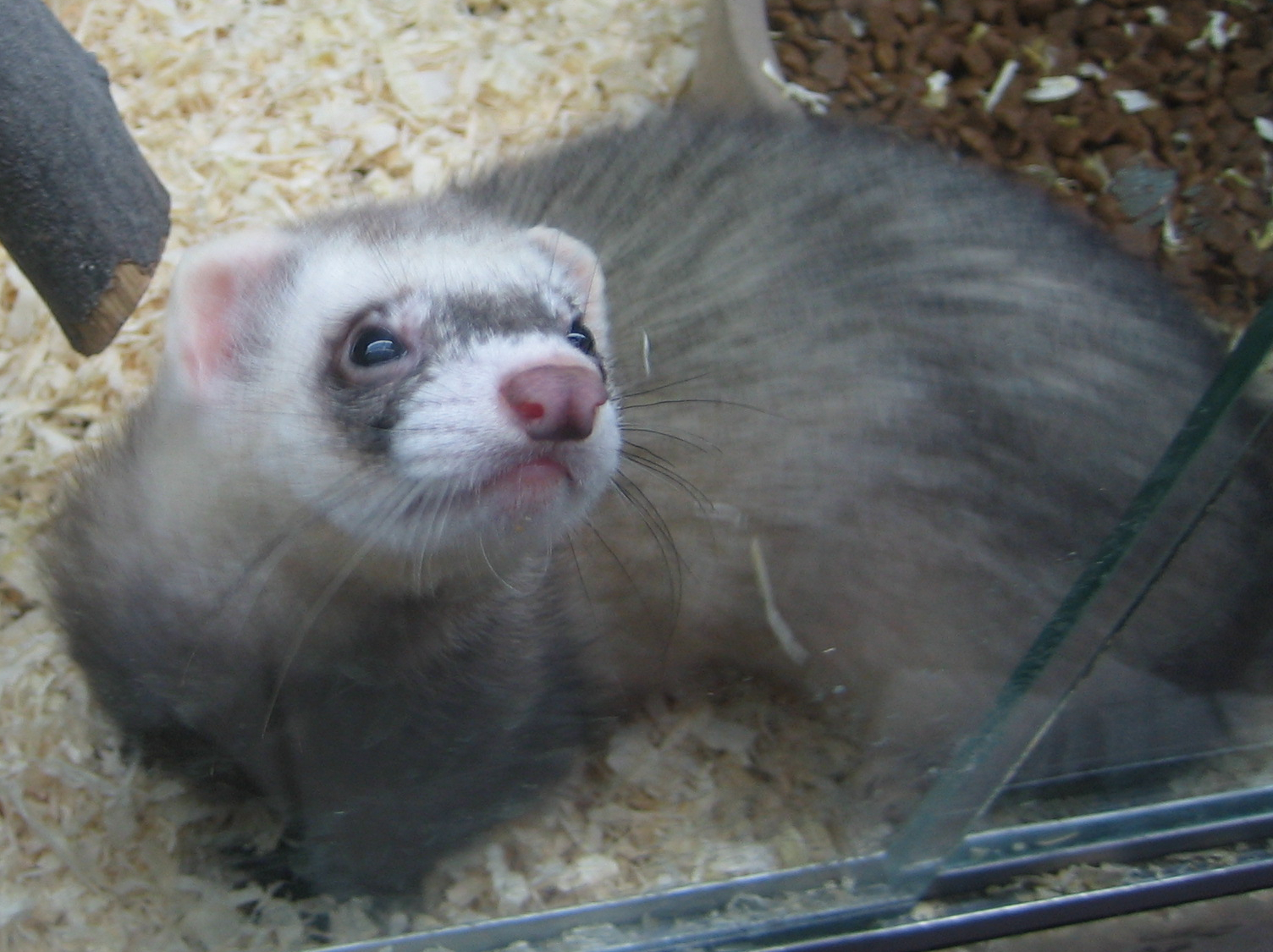
Перламутровый

Существующая ныне в России классификация окрасов домашних хорьков была разработана в 2012 году в рамках Российской Ассоциации Заводчиков Хорьков. В окрасе могут присутствовать участки цвета, выделяющегося от основной гаммы окраса. Они могут быть представлены как и в виде отдельных участков меха, так и в виде отдельных остевых волос.

## Поведение

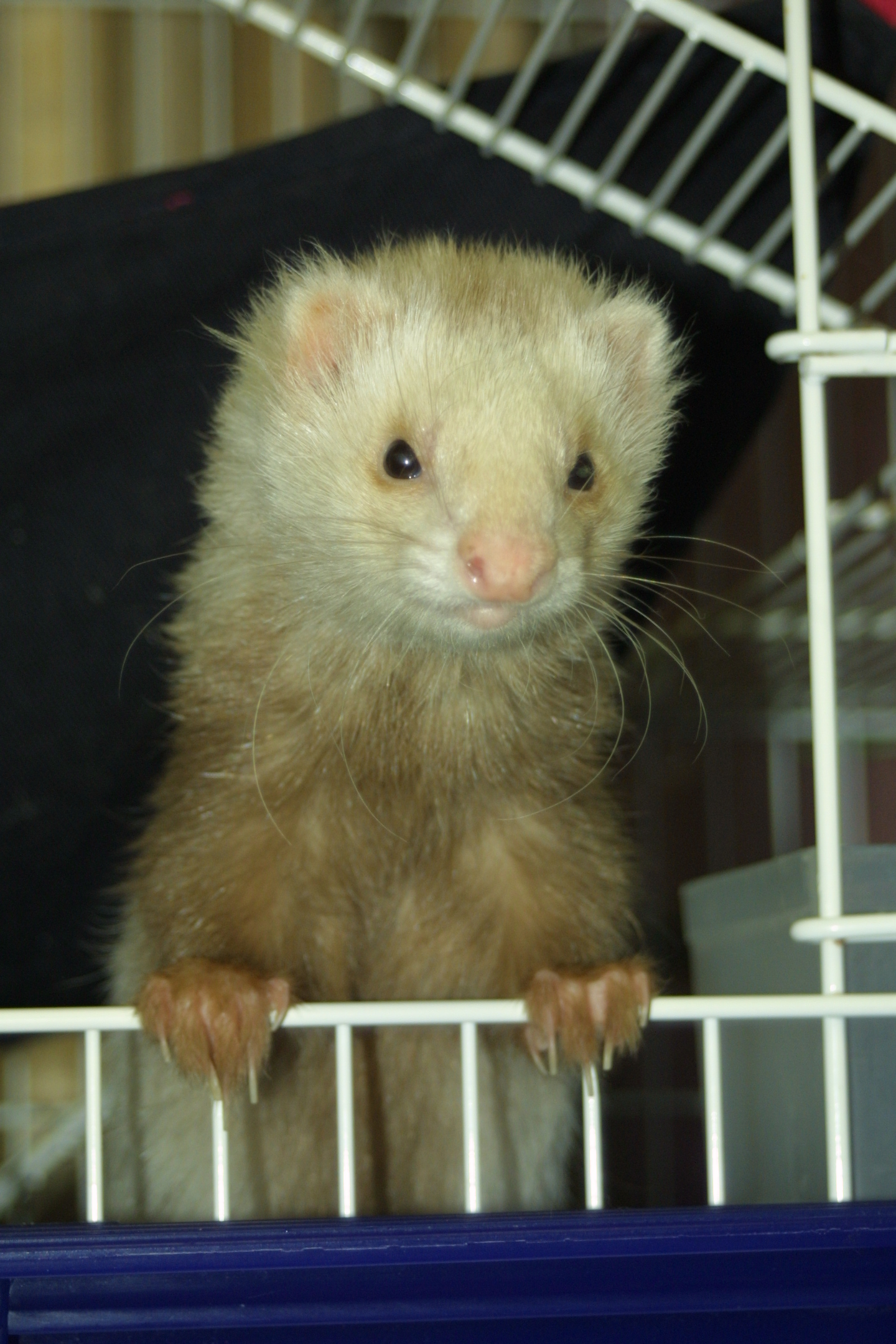
Хорёк пастельного окраса выглядывает из клетки

В результате одомашнивания (и происходившей в это время селекции) у домашнего хорька выработалась гораздо меньшая агрессивность (и соответственно более покладистый характер), а также неспособность адаптироваться в дикой природе. В частности, дикие хорьки — территориальные животные, ведущие одиночный образ жизни. В то же время домашние — общительные животные, легко уживающиеся друг с другом. Кроме того, в отличие от домашнего, дикий лесной хорёк — пугливое животное, в частности, боящееся человека (что не касается хорят возрастом до 7,5-8,5 недель). Однако и дикий и домашний хорьки — юркие, с игривым характером. Домашний хорёк быстро привыкает к человеку и поддаётся дрессировке. Домашние хорьки любят человеческое общение. Кроме того, домашний хорёк весьма любопытен и любит изучать новые места и объекты.
Самцы обладают более агрессивным характером, нежели хорьчихи (в частности, в дикой природе из-за этого самцы устраивают драки за территорию), поэтому в лабораторных условиях самцов держат индивидуально (каждому самцу отводится своя клетка), а для самок применяется как и индивидуальное, так и групповое содержание.
Одной из характерных черт биологии хорьков (как и диких, так и домашних) является его запах (не случайно реконструируемое праслав. *dъхоrь, к которому восходит современное рус. хорь, хорёк, означает «вонючка» и связано с формой праслав. *dъxnǭtī — «дохнуть, издавать неприятный запах»). В случае опасности он с помощью анальных желёз выделяет секрет с очень резким запахом. Обычный запах тела хорька, как уверяют многие владельцы фреток, отдаёт мускусом, и некоторым он также может показаться неприятным. В результате селекции были выведены особи с менее выраженным запахом.

### Язык тела
Будучи сильно возбуждёнными, во время всплеска положительных эмоций, хорьки исполняют т.н. «боевой танец» — энергично подпрыгивают несколько раз из стороны в сторону (вперёд-назад или вбок), сильно выгибая спину; опционально они могут кувыркаться или кататься по полу. Такое поведение у домашних хорьков может проявляться и как побуждение хозяина, чтобы тот поиграл с животным. Желание общаться и играть также выдают кусание ног человека.
Во время знакомства хорьки контактируют друг с другом, обнюхивая друг у друга плечи и анальную область, таким образом животные получают информацию о поле и гормональном статусе друг друга. У диких лесных хорьков такое поведение используется для оценки половой восприимчивости.
Обследуя обстановку, домашний хорёк, как и его дикий предок, может вставать на задние лапы. В случае гнева хорёк выгибает спину и распушивает свой хвост. Также хорёк может распушивать свой хвост и проявляя волнение и радость, в этом случае он виляет им.

### Внешние чувства

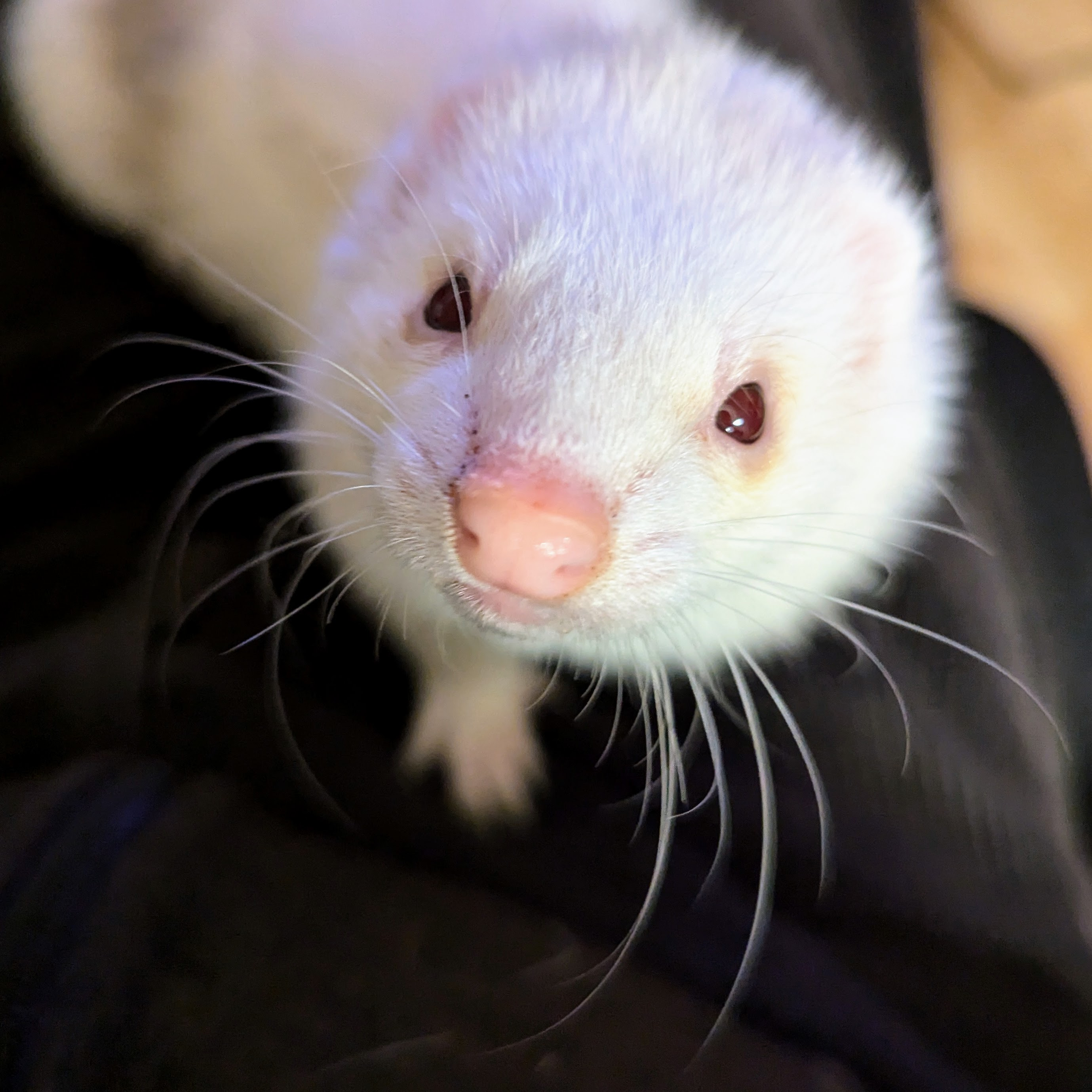
Морда хорька-альбиноса крупным планом

Как и у лесных хорьков, у домашних зрение развито хуже, чем слух и обоняние. Характеристика зрения домашнего хорька аналогична таковой у лесного. Зрение — бинокулярное, и, хотя глаза способны к повороту, для разглядывания со стороны хорьки предпочитают поворачивать голову и смотреть вперёд. В сетчатке глаза фоторецепторы-колбочки преобладают над палочками (плотность колбочек — ~25,000/мм²; палочек — ~350,000/мм²), что позволяет хорьку хорошо различать объекты в слабоосвещённых местах (однако при кромешной темноте всё равно хорьки видят плохо). С другой же стороны, этот фактор приводит к тому, что хорьки с трудом приспосабливаются к яркому свету, так что проснувшимся хорькам требуется время для полноценной адаптации к свету. Также ввиду этого цвет радужки — чёрный. Однако у альбиносов, ввиду отсутствия пигментации в том числе и глаз, присутствует светобоязнь, из-за чего днём они плохо видят. Кроме того, ввиду этого цвет и радужки, и зрачка — красный.
Хорьки близоруки, то есть хорошо воспринимают объекты вблизи них, в отличие от расположенных вдали. Это очень важно для коммуникации с другими особями с помощью языка тела, а кроме того, позволяет более сфокусироваться на сложные визуальные стимулы (например, на передвигающейся с большой скоростью добыче).
Как и многие другие виды куньих, хорьки обладают возможностью различать цвета. Хотя цветоразличение не очень хорошее, и сетчатка чувствительна лишь к некоторым цветам. Некоторыми учёными даже высказывается мнение, что зрение хорьков — инфракрасное, то есть различает только красные оттенки. По другой же версии, зрение хорьков дихроматическое, в результате чего хорьки воспринимают оттенки жёлтого и синего цветов.
Форма зрачка — эллиптическая, приплюснутая сверху и снизу, расположен он горизонтально. Зрачок такой формы характерен для хищников, преследующих добычу с помощью прыжков. Как и у человека, у хорьков при ярком свете зрачок сужается, а при менее интенсивном освещении — расширяется, приобретая округлую форму.
Звуки взрослые хорьки лучше всего воспринимают в диапазоне от 8 до 12 кГц.

### Вокализация
Спектр издаваемых домашних хорьком звуков разнообразен, аналогичен таковому у дикого лесного хорька, хотя в целом и домашние, и дикие хорьки — молчаливые животные. Во время недовольства или раздражения хорёк шипит (шипение как обозначение недовольства характерно и для других видов куньих), также шипение может использоваться как сигнал-предупреждение. Защищаясь, он лает — издаёт серию коротких циков. Будучи испуганным, или испытывая сильную боль (в частности, во время драк), хорёк громко визжит. Сообщалось, что визги хорьки издают во время припадков, в случае постоянных или частых криков хорьку требуется медицинская помощь. Во время хорошего настроения, положительного эмоционального возбуждения, игр хорёк гукает — издаёт звук, отдалённо напоминающий кудахтанье курицы или стаккато. Гуканье — один из самых частых звуков, издаваемых домашними хорьками, интенсивность и громкость звука зависит от уровня возбуждения животного: чем оно больше, тем громкость и интенсивность выше. Гукать могут матери-хорьчихи, зовя детёнышей, или самцы во время гона; также гукают во время «боевого танца». Во сне хорьки могут издавать тихое попискивание, что, по видимому, связано с тем, что в этот момент животному снится интересный сон (по этой же причине они могут подёргивать частями тела). Также хорьки пищат во время болезненных состояний. Будучи взволнованными, например, во время тех же игр, хорьки пыхтят, громко дышат.
Маленькие хорята в течение первых 4 недель жизни издают высокочастотные (более 16 кГц) громкие пищащие звуки (т. н. «скрип»), зовя мать. Что характерно, такие звуки воспринимаются лишь самками в период лактации, в то время как некормящие самки и самцы игнорируют их. «Скрипят» хорята, когда им холодно или когда они хотят есть.

### Суточная активность

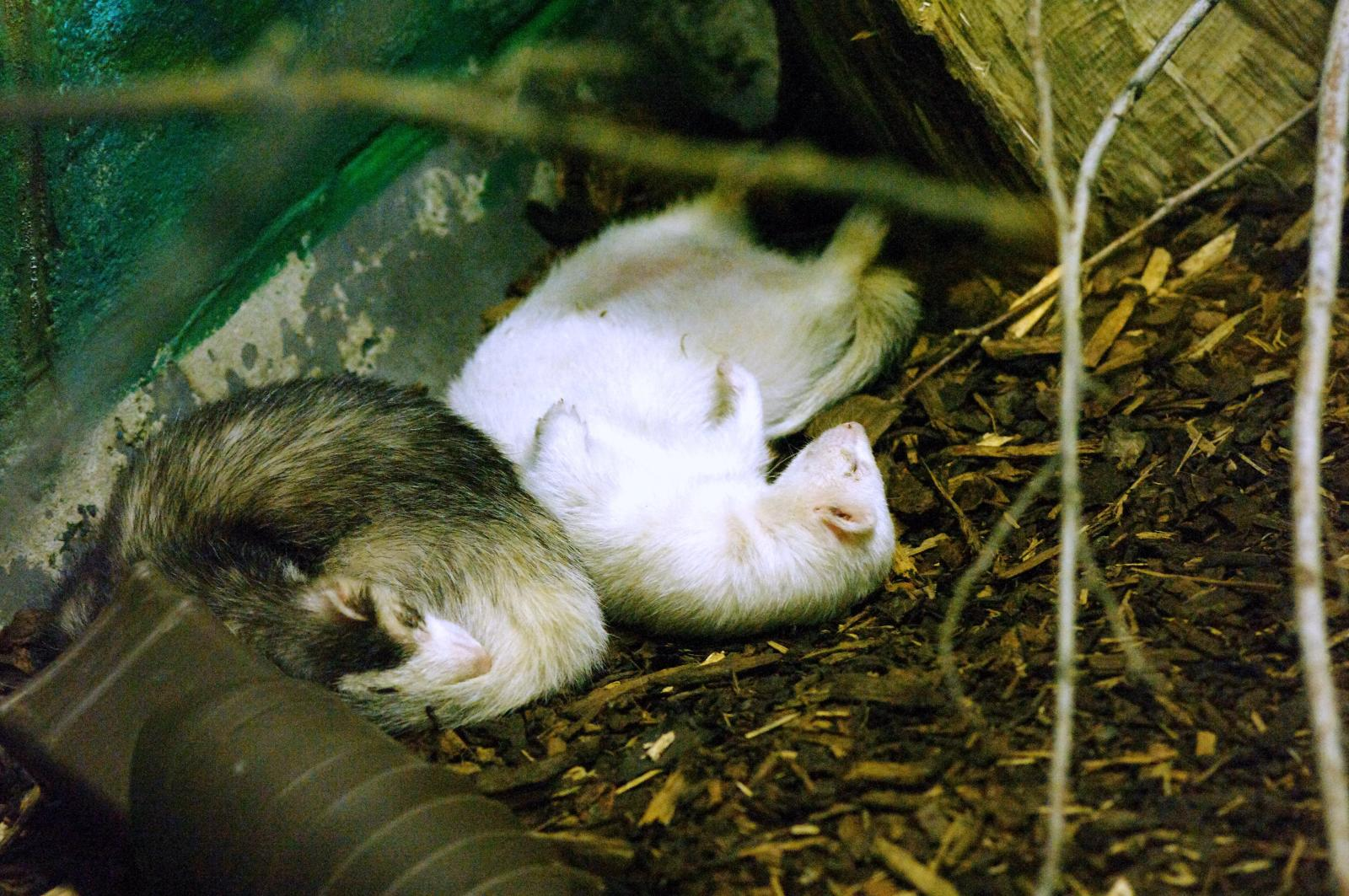
Спящие хорьки, зоопарк в Эдмонтоне (Канада)

В дикой природе лесные хорьки (как и большинство других куньих) являются животными, ведущими преимущественно ночной образ жизни, также активными в сумерки. В светлое время суток лесные хорьки отсыпаются в своей норе, и лишь недостаток корма вынуждает добывать пищу днём. В то же время домашние хорьки могут подстраиваться к суточной активности человека, продолжительность активного бодрствования домашнего хорька отражает суточную активность хозяина, равно как и то, как часто ему приходится взаимодействовать с животным. Большинство хорьков активны в любое время суток. В лабораторных условиях хорьки более 60 % времени проводят во сне, при этом, 40 % общей продолжительности сна приходится на фазу быстрого сна (такая продолжительность достигается за счёт большого количества эпизодов быстрого сна). В неволе домашние хорьки проявляют дневную активность.
Как очень активному животному, домашнему хорьку требуется длительный сон. Продолжительность сна может составлять до 16-20 часов, с возрастом наблюдается тенденция увеличение длительности сна: грубо говоря, детёныши и молодые особи спят мало, в то время как старые проводят во сне существенную часть времени. Сон домашнего хорька очень глубокий, особенно в осенне-зимний период, из-за этого спящее животное очень трудно разбудить (хотя сразу же после пробуждения животное вновь становится активным, более того, проявляя игривое настроение). Порой сон у хорьков настолько глубокий, что их владельцы могут принять их за мёртвых, что может привести к печальным последствиям. Спящего хорька выдают медленное, но регулярное дыхание, тёплое тело и сырой рот розового цвета. Спать хорьки предпочитают в мягкой изолированной области (для чего, в частности, и используются гамаки). Во сне домашние хорьки принимают самые разные позы (свернувшись калачиком, на спине, вытянув все четыре лапы; вытянув голову из гамака и т. д.), а пары или группы хорьков могут спать друг на друге.

### Игры
Игровое поведение, чаще наблюдаемое у молодых особей характеризуется действиями, связанными с другими функциональными контекстами, такие как агрессия, хищническое поведение или половое влечение. Важным отличием является менее серьёзная и менее угрожающая форма такого поведения. В качестве игрового поведения домашние хорьки демонстрируют догонялки с партнёром (включая человека), имитация коитуса (чаще демонстрируемая самцами), имитация драк между особями (заключающаяся в игровом кусании шеи или нападении исподтишка) либо же защита от нападения или имитация охоты (наблюдаемая и со специальными игрушками). Такие же паттерны игрового поведения отмечаются и у диких лесных хорьков. Одной из форм интенсивной игры (а также драк) у домашнего хорька является кусание своего партнёра за шею и следующее за этим переворачивание партнёра верх ногами.
Типичная последовательность игр у домашнего хорька выглядит следующим образом: преследование партнёра по игре, преувеличенное приближение к партнёру или засада, отступление, вновь преследование, но с противоположными ролями; и затем подпрыгивания, перекатывания по полу и имитация драки с кусанием за шею. Для игр хорькам необходимо отводить достаточный промежуток времени, предпочтительно до двух часов в день.

## Питание
Суточная потребность в мясной пище составляет 20-40 г. Взрослым особям требуется примерно 200-300 ккал/кг.
Хорьки — строгие или же облигатные хищники, что означает, что есть они могут только мясо. Рацион домашних хорьков должен быть богат протеином и жиром, в то же время содержание клетчатки должно быть низким (так, в лабораторных условиях рацион хорька должен содержать 30-40 % белков, достаточный уровень жиров составляет 18-20 %). В домашнем содержании хорьков кормят сырым мясом курицы, индейки, кролика, утки, а также кормовыми объектами: грызунами (крысы, мыши, хомяки), перепёлками. Альтернативным вариантом кормления являются кошачьи сухие корма супер-премиум класса. Щенят, старых и больных животных кормят фаршекашей, содержащей вышеперечисленное мясо в прокрученном виде.
Растительную пищу хорьки не употребляют вообще, в естественных условиях она поступает в организм диких хорьков в незначительном количестве из желудка их добычи. Овощи, фрукты и ягоды можно только в ограниченном количестве. Крупы, специи, а также сладкое, мучное, солёное, копчёное и жареное не подходят для кормления фреток и крайне негативно, в том числе летально, сказываются на их здоровье.

## Размножение
Процесс размножения аналогичен таковому у лесного хорька. Половая зрелость наступает в возрасте 6-12 месяцев (в первую весну после рождения). Период эструса, то есть течка, у хорьчих протекает с марта по август-сентябрь (хотя наибольшая половая активность наблюдается именно в марте), беременность длится примерно 42-43 дня. В помёте от одного до 18 детёнышей, в среднем рождается 8 хорят. Как и в случае многих животных, включая куньих, хорята рождаются абсолютно беспомощными, слепыми, беззубыми, с закрытыми слуховыми проходами, тело покрыто редким серебристым пухом, масса в среднем составляет 10 г. Они могут питаться только молоком матери и до поры находятся только в гнезде. В гнезде детёныши в первые дни жизни держатся поближе друг к другу, чтобы согреться, что позволяет матери спокойно оставлять гнездо на некоторое время, не боясь за своё потомство. Молочные зубы у хорят прорезаются в возрасте 12-17 дней, а уже в возрасте 15-20 дней детёныши могут поедать корм. Глаза хорята открывают на 28-34 день жизни, а ушные проходы открываются на примерно 32 день жизни (для сравнения, у котят ушные проходы открываются на 6 день). Вероятно, именно этот фактор связан с тем, что хорята в первые 4 недели жизни очень громко «скрипят». По-видимому, аналогично у глухих хорьков есть тенденция издавать громких звуков.
После открывания глаз детёныши начинают вылезать из гнезда и осваивать окружающую среду. Постепенно хорята учатся уверенно ходить, а затем и бегать. Первое время хорята проводят свою активность (например, играются) возле гнезда. Детёныши в это время передвигаются выводком, следуя за матерью либо за любым двигающимся объектом, включая человека или игрушку.
К возрасту 1 месяца хорята достигают массы 80-100 г.
За год самки приносят два-три выводка по 10 щенков в каждом (при большем количестве детёнышей хорьчихи сильно истощаются), в целом период гона может проходить два раза в год, притом оба раза приходится на тёплое время года. Самки, на протяжении года оставшиеся непокрытыми, могут спариваться на следующий год. Для получения первого приплода в условиях зверохозяйств хорьков спаривают в марте, а второго — в конце июня-июля.
Домашние хорьки свободно скрещиваются как и с лесным, так и со степным хорьками. Получившиеся гибриды от лесного хорька отличаются большей агрессивностью, в частности, выражающейся в более активном отыскивании кроликов в их норах, однако потомство гибридов отличается мирным характером, а некоторые гибридные самки выкармливают не только своё потомство, но и подброшенных диких хорьков (как и лесных, так и степных), а также норок и солонгоев. Гибридные хорьки используются для разведения ради меха как и в России, так и за рубежом ввиду разнообразия окраса волосяного покрова.
Средняя продолжительность жизни домашних хорьков составляет 6-8 лет, максимум 11 лет.

## Игрушки
Поскольку хорьки благодаря гибкому телу способны залезать в узкие отверстия, среди владельцев домашних хорьков популярны игрушки в виде трубы, в которые залезают их питомцы. За их неимением для такой же цели используют трубы для вытяжки, трубки из ПВХ, а также плотные картонные тубы от туалетной бумаги, фольги или бумаги для запекания. Также среди игрушек используются мелкие предметы, имитирующие потенциальную добычу (в частности, при «поимке» игрушки животное кусает и сильно трясёт её, как добычу) и привлекающие хорька благодаря большой скорости (объекты, перемещающиеся вне диапазона 25-45 м/с, хорьками не воспринимаются как добыча): мячики (их популярность как игрушек также связано с природным преследованием добычи прыжками; притом желательно использовать мячики из твёрдой резины, поскольку в случае с предметами из мягкой резины (которую хорьки любят) есть вероятность попадания в желудочно-кишечный тракт разорванных кусочков резины в качестве инородного тела), радиоуправляемые игрушки, игрушки в виде птицы или мышки на верёвочке (аналогичные игрушки также выпускают и для кошек), специализированные «дразнилки» в виде пластикового стержня с привязанным к концу мячика или пучка перьев. Иногда для дополнительной мотивации животного в игрушки встроены пищалки или бубенчики. На данном принципе также построены некоторые приманки и для диких хорьков: привязанные пучки перьев или крыло небольшой птицы, колышущиеся на ветру.
Кроме того для хорьков подходят такие игрушки, как «сухие бассейны» — ёмкости, наполненные гранулами из лёгкого материала, например, пластика; прочные канатные игрушки (обычно используемые для собак). В качестве игрушек хорьки могут воспринимать и такие предметы быта, как картонные коробки или шуршащие пакеты.

## Здоровье
Согласно исследованию, проведённому учёными Харбинского ветеринарного научно-исследовательского института, препринт которого опубликован на сайте bioRxiv, домашние хорьки восприимчивы к вирусу SARS-CoV-2, вызывающему COVID-19. У них, равно как и у кошек, вирус реплицируется эффективно, что позволяет использовать их для тестирования вакцин и лекарств от вируса. Однако другие учёные, мнение которых опубликовал журнал Nature, отмечают, что исследование проводилось в лабораторных условиях путём введения небольшим группам животных высоких доз SARS-CoV-2, так что исследование не отражает условий реального взаимодействия между людьми и их домашними животными. Также о восприимчивости хорьков к COVID-19 напомнили французский парламентарий Лоик Домбреваль после заражения COVID-19 норок на зверофермах в департаменте Эр и Луар и заместитель руководителя Россельхознадзора Константин Савенков (оба являются ветеринарами), последний также заявил, что распространения COVID-19 от хорьков к человеку не зафиксировано.
Обзор протекания животных моделей респираторных синдромов человека, вызываемых коронавирусными инфекциями, в том числе и у хорьков, был проведён группой учёных из Центрального научно-исследовательского института Роспотребнадзора. В обзоре упоминается, что модель COVID-19 у хорьков (в обзоре приводится исследование, проведённое группой учёных из различных институтов Южной Кореи и США) не является летальной и проявляется в виде лихорадки с периодическим кашлем, снижением массы тела и пониженной активности на протяжении 4-6 дней после заражения вирусом. Вирус выделялся заражёнными хорьками с калом, мочой, слюной и носовыми выделениями в течение 8 дней после заражения, а наибольшая репликация наблюдалась в носу, трахее, легких, почках и кишечнике. Заражение COVID-19 наблюдалось при непосредственном контакте здоровых наивных хорьков с животными, демонстрирующими клинические признаки заболевания, однако у заразившихся наивных хорьков наблюдались лишь повышенная температура тела и сниженная активность без потери массы тела. В то время, как у наивных особей, контактировавших с инфицированными хорьками косвенно, клинических признаков не наблюдалось, но у некоторых обнаруживалась вирусная РНК, что позволяет говорить о передаче вируса воздушно-капельным путём.

## Интересные факты
- Во время волны увлечения хорьками в качестве декоративных животных в конце XX века животных нередко брали прямо со звероферм. Так, в Дании большая часть современной популяции домашних хорьков являются потомками животных, взятых с местных звероферм в 1930-е гг. В России и странах бывшего СССР большинство хорьков также являются потомками в двух-трёх поколениях хорьков, взятых со звероферм[20][28].

## В культуре
Несмотря на то, что хорьки в целом в фольклоре и массовой культуре представлены как хитрые и вороватые животные, в целом у домашнего хорька более позитивный образ в культуре, нежели у дикого первопредка.

### Фольклор
- «Il court, il court le furet» — французская народная детская песня.

### Мультипликация
- «Рога и копыта» — хорёк Фредди, один из друзей главного героя, бычка Отиса. Также дружит с петухом Пеком, которого периодически по глупости съедает.

### Идиоматика
В английском языке обозначения домашнего хорька, англ. ferret, в переносном смысле используется для обозначения сыщика (аналогично и слово «легавый» в русском языке).

### Изобразительное искусство
- На известной картине Леонардо да Винчи «Дама с горностаем», по-видимому, изображён вовсе не горностай, а домашний хорёк-альбинос.